# A Rocket to the Moon
A Rocket to the Moon war eine US-amerikanische Rockband aus Massachusetts.

## Bandgeschichte
A Rocket to the Moon startete 2006 als Soloprojekt des Rockmusikers Nick Santino aus Braintree, Massachusetts. Nach einigen Independent-Veröffentlichungen bekam er einen Plattenvertrag beim Label Fueled by Ramen. Für seine Auftritte formte er eine Band, mit der zusammen er auch das Debütalbum On Your Side aufnahm. Es erschien am 12. Oktober 2009 und schaffte es auf Anhieb in die US-Charts. 
Ein Jahr später erschien die EP The Rainy Day Sessions, die fünf Albumtitel in einer Neuaufnahme mit dem weiblichen Countryduo Larkin Poe enthält. Mit dem EP-Song Like We Used To hatte die Band einen Hit in den US Hot 100.
Am 2. Oktober 2012 erschien die EP That Old Feeling, auf welcher vier neue Songs der Band zu hören sind. Darunter befindet sich auch die am 21. August 2012 veröffentlichte Single Whole Lotta You. Das zweite Studioalbum Wild & Free erschien im Januar 2013. Nach einer kurzen Tour unter dem Namen One Last Night im Sommer 2013 sowie einer letzten EP löste sich die Band auf.

## Diskografie
Alben
- On Your Side (2009)
- Wild & Free (2013)

Singles
- Greetings From (EP, 2008)
- The Rainy Day Sessions (EP, 2010)
- Like We Used To (2010)
- Whole Lotta You (2012)
- The Ones You Meet Along the Way: A Collection of Stories from the Road (EP, 2013)